# Лицкин, Андрей Яковлевич
Андрей Яковлевич Лицкин (р. ок. 1680 — ум. после 1749, но до 1756) — российский государственный и военный деятель.
Иноземец, происхождение не известно. Вероятно, выходец из Курляндии или Лифляндии. Фамилия, возможно, в оригинале пишется Lizkin.
В 1697—1698 годах — паж в составе Великого посольства, поручик.
С 1709 года — полковник Московского драгунского полка. В 1716 году ездил с поручениями в Австрийскую империю. В 1720-е годы служил на Кавказе. Участник Персидского похода. В 1724 году встречал и провожал до Москвы и Санкт-Петербурга прибывшего в Россию грузинского царя Вахтанга VI.
В 1728 году был произведён в бригадиры и отставлен от полковой службы.
В 1730-е годы — обер-комендант Архангельска.
После смерти генерал-майора князя Михаила Юрьевича Щербатова (22 июля 1738 года) исполнял обязанности губернатора Архангелогородской губернии (до 1740 года).
Добился по суду отстранения от дел вице-губернатора Матвея Юрьевича Лермонтова, обвинив его в злоупотреблениях при сборе налогов.
В 1749 году вышел в отставку в чине генерал-майора, жил в Москве в Немецкой слободе.
Дети Андрея Яковлевича Лицина:
- Яков Андреевич
- Полина (Пелагея), муж — отставной поручик Христофор фон Корф, сын — Николай Христофорович фон Корф, дочь — Доротея Христофоровна замужем за Готгаргом фон Гутбергом.
- Сусанна Андреевна, муж — премьер-майор Данила Христианович Бернер, дочь Дарья Даниловна, жена полковника Иван Григорьевич Фонрек. (По данным московских актовых книг).